# علي فاطمي
علي فاطمي (بالفارسية: سید علی فاطمی) هو لاعب كرة قدم إيراني في مركز نصف الجناح، ولد في 28 ديسمبر 1993 في أمل في إيران. شارك مع منتخب إيران لكرة القدم. أما مع النوادي، فقد لعب مع نادي برسبوليس ونادي راه آهن.